# Jean-Noël Ferrari
Jean-Noël Ferrari, född den 7 september 1974 i Nice, Frankrike, är en fransk fäktare som tog OS-guld i herrarnas lagtävling i florett i samband med de olympiska fäktningstävlingarna 2000 i Sydney.